# Préfontaine
Préfontaine – stacja metra w Montrealu, położona na linii zielonej. Obsługiwana przez Société de transport de Montréal (STM). Znajduje się w Hochelaga-Maisonneuve, w dzielnicy Mercier–Hochelaga-Maisonneuve.